# Semiothisa funebris
Semiothisa funebris är en fjärilsart som beskrevs av W. Warren 1899. Semiothisa funebris ingår i släktet Semiothisa och familjen mätare. Inga underarter finns listade i Catalogue of Life.